# Krępiny (województwo lubuskie)
Krępiny – wieś w Polsce położona w województwie lubuskim, w powiecie sulęcińskim, w gminie Krzeszyce.
W 1945 r. wieś została włączona do Polski, do powstałego w nowych granicach województwa poznańskiego. 
W latach 1954–1961 wieś należała i była siedzibą władz gromady Krępiny, po jej zniesieniu w gromadzie Krzeszyce. W latach 1975–1998 miejscowość administracyjnie należała do województwa gorzowskiego.